# Kritikos Lagonikos
Der Kritikos Lagonikos (griechisch Κρητικός Λαγωνικός ‚Kretischer Hasenhund‘), traditionell auch Kritikos Ichnilatis (Κρητικός Ιχνηλάτης ‚Kretischer Spürhund‘) genannt, ist eine nicht von der FCI anerkannte Hunderasse aus Kreta. Der Verband für das Deutsche Hundewesen hat die Rasse 2014 auf nationaler Ebene anerkannt, sie wird vom Deutschen Windhundzucht- und Rennverband (DWZRV) betreut.

## Herkunft und Geschichte
Bereits vor 4000 Jahren jagte die Bevölkerung Kretas mit Hunden dieses Typs. Vom Aussehen her war bisher eine Verwandtschaft zu den windhundartigen Hunden des Mittelmeerraums, z. B. den Podencos in Spanien vermutet worden.
Kreta war über einen Zeitraum von 230 Jahren von den Osmanen besetzt. In dieser Zeit ging der Bestand der Rasse so stark zurück, dass sie kurz vor dem Aussterben stand. Die sozioökonomischen Veränderungen auf Kreta in den letzten Jahrzehnten wirkten sich ebenfalls negativ aus. In abgelegenen Gebieten der gebirgigen Insel jedoch konnte sich diese Rasse in ihrer Reinform erhalten. 1994 wurde der erste, schriftliche Rassestandard erstellt, seither finden auf Kreta regelmäßig Spezialzuchtschauen statt. Der Kritikos Lagonikos gilt als Nationalhund Kretas, ist aber noch immer sehr selten.
Die Rasse ist seit 2003 vom Griechischen Kynologenverband (K.O.E., Mitglied der FCI) auf nationaler Ebene anerkannt, an der internationalen Anerkennung durch die FCI wird zurzeit gearbeitet. Der Kritikos Lagonikos gehört zu den Hunden vom Urtyp zur jagdlichen Verwendung (FCI-Gruppe 5, Sektion 7).

## Beschreibung
50 bis 60 Zentimeter großer und bis zu 30 Kilogramm schwerer, schlanker, aber auch muskulöser Hund mit kurzem, glatten Fell, das viele Farben haben kann. Der Kopf ist länglich und keilförmig mit mandelförmigen Augen und gut pigmentierten Lidrändern. Die mittelgroßen dreieckigen Ohren sind außerordentlich beweglich und stehen aufrecht.
Die Rute wird geringelt über dem Rücken getragen, im vollen Lauf und im entspannten Zustand ist sie gestreckt.
Im Lauf ist der elegante, federnde Trab kennzeichnend, ebenso der springende Galopp. Als Jäger ist er wendig, schnell und ausdauernd, mit blitzschnellen Reaktionen verfolgt er das aufgespürte Wild. Er jagt mit allen Sinnen, verfolgt ohne Spurlaut die frischeste Fährte des Hasen. Im Sprint erreicht er auch in unebenen Gelände Geschwindigkeiten von 60 bis 70 km/h.

## Verwendung
Der Kritikos Lagonikos wird heutzutage vor allem zur Hasenjagd eingesetzt, aber auch wie in früheren Zeiten zum Hüten der Viehherden und als Wachhund. Er jagt mit Nase und Augen, hält dabei immer Kontakt zum Menschen, der ihn führt, und reagiert auch über große Distanzen auf akustische und optische Signale.

## Wesen
Der Kretische Hund ist aufgeweckt, intelligent und freundlich. Er hat ein rasches Auffassungsvermögen, ist hochgradig instinktsicher, sozial und kommunikativ. Im Haus ist er ruhig, sensibel und menschenbezogen, Fremden gegenüber aber zurückhaltend. Bei der Jagd aber ist er voller Elan, Wagemut und Durchhaltevermögen.

## Gesundheit
Bedingt durch die Lebensumstände: im Sommer auf sich alleine gestellt, raue Bedingungen in den Bergen hat er die natürliche Robustheit bewahrt. Früher wurden die Hunde nur während der Jagdsaison ans Haus geholt. Zudem sind sie ausgesprochen spätreif, gelten erst mit ca. 4 Jahren als erwachsen. Die Läufigkeit tritt gewöhnlich in einem Alter von 18 Monaten ein, meist nur einmal im Jahr.